# کارن مارویاما
کارن مارویاما (انگلیسی: Karen Maruyama؛ زادهٔ ۲۹ مهٔ ۱۹۵۸) کمدین، بازیگر و صداپیشه اهل ایالات متحده آمریکا است.
از فیلم‌ها یا برنامه‌های تلویزیونی که وی در آن نقش داشته‌است، می‌توان به دو دختر ورشکسته، داستان عامه‌پسند، هانا مونتانا، رئیس‌جمهور آمریکا، فهرست باکت، کمپین، پایه مهمانی و جوان و مشتاق اشاره کرد.